# Chey Chettha II
'Chey' Chettha II hay Chay Chettha II (1573 hoặc 1577 -1627) là vua Chân Lạp giai đoạn 1618-1627. Tên húy là Ponhea Nhom (tiếng Khmer: ជ័យជេដ្ឋាទី២).

## Tiểu sử
Ponhea Nhom là con trai cả của vua Borommaracha VII. Ông bị giữ làm con tin ở Xiêm từ 1594 đến 1604. Ông được thừa hưởng ngôi vua sau khi vua cha thoái vị.
Vương quốc của ông thời kỳ đó đang phải chống chọi lại những ảnh hưởng chi phối lên Chân Lạp của vương quốc Ayutthaya. Vương quốc Ayutthaya ngày càng trở nên lớn mạnh do những chiến thắng trước các vương quốc thuộc Miến Điện, Lào, Chân Lạp.
Nhằm tìm lại độc lập và khôi phục sức mạnh của vương quốc, nhà vua đã cho bỏ kinh đô cũ Longvek và xây dựng lại kinh đô mới tại Oudong năm 1618.
Để khôi phục lại bá quyền của mình, vua Xiêm đã tiến đánh Chân Lạp nhưng đều bị chống trả mạnh mẽ, như trận tại tỉnh Kampong Chhnang lãnh đạo bởi chính nhà vua, cách hồ Boeung Kak khoảng 50 km. Và năm tiếp theo tại tỉnh Banteay Meanchey lãnh đạo bởi người em trai của ông là Outey.
Năm 1620, Công ty Đông Ấn Hà Lan đã thiết lập được mối quan hệ với Chân Lạp. Năm 1623, công ty này đã cho xây dựng 1 trạm tiền đồn bên sông Mê Kông tại Kompong Luong, cảng sông gần Oudong.

## Mối quan hệ với Đàng Trong
Để nhằm cân bằng ảnh hưởng của Xiêm La lên trên Chân Lạp, ông đã liên kết với Chúa Nguyễn ở Đàng Trong Việt Nam bằng việc lấy con chúa Nguyễn Phúc Nguyên là Công nữ Ngọc Vạn năm 1620.
Chey Chetta đã xin chúa viện trợ vũ khí và quân đội để chống lại sự đe dọa của Xiêm La (Thái Lan). Chúa Sãi (Nguyễn Phúc Nguyên) đã chuẩn bị vũ khí và mộ binh giúp vua Chân Lạp, cung cấp cho ông này thuyền chiến và quân binh để cầm cự chống Xiêm. Điều này đã giúp con rể Chey Chetta II đẩy lùi 2 lần xâm lược của quân Xiêm.
Giáo sĩ người Ý tên Christoforo Borri ở Quy Nhơn đã nhìn thấy viện binh từ Đàng Trong tiến sang Cao Miên, nên đã ghi lại trong cuốn Hồi ký của mình (xuất bản năm 1631) như sau:
Chúa Nguyễn luôn luyện tập binh sĩ và gởi quân đội giúp vua Cao Miên, tức chàng rể chồng của con chúa. Chúa viện trợ cho vua Cao Miên thuyền bè, binh lính để chống lại vua Xiêm...
Năm 1621, Chúa Sãi sai sứ sang gặp Chey Chetta II, yêu cầu cho người Việt vào sinh sống, buôn bán ở Đồng Nai.
Năm 1623, một sứ bộ Đàng Trong được cử tới Oudong, đem theo thư cùng nhiều tặng phẩm để tỏ tình thân hữu và bảo đảm sự ủng hộ của triều đình chúa Nguyễn, Chey Chettha II đã chấp thuận nhượng 1 dinh điền ở Mô Xoài (gần Bà Rịa ngày nay) và lập 1 thương điểm (đồn thu thuế) là  bên bờ sông Sài Gòn và xứ Prei Nokor trên bờ kênh Tàu Hủ, thuộc địa phận Thành phố Hồ Chí Minh ngày nay, để tiến hành thu thuế.
Việc định cư ở vùng đất mới này là khởi đầu cho việc người Việt mở rộng bờ cõi trước kia từ thời vua Lê Thánh Tông năm 1471 và dần hoàn thiện trong các thế kỷ sau này.

## Qua đời
Nhà vua qua đời năm 1627. Sau đó người em trai là Outey làm nhiếp chính vương 2 năm (1627-1629). Con trai Chey Chettha II là Chan Ponhéa Sô lên ngôi, sau khi rời tu viện để hoàn tục.

## Con cái
- Với công chúa Anak Munang Sukriyi [Suk].

- Hoàng tử: Chan Ponhéa Sô (Ponhea To - Cau Bana Tu). Lên ngôi vua hiệu là Thommo Reachea II. Thừa kế sau 2 năm vua cha mất. Giữ ngôi 1629 -1632. Ngoại tình với em gái cùng cha khác mẹ và bị chú giết.

- Với công chúa Thong (Anak Munang Dhani).

- Hoàng tử: Ponhea Nou (Cau Bana Nu). Lên ngôi vua hiệu là Ang Tong Reachea. Giữ ngôi 1632-1640.
- Công chúa: Ang Vathi. Được hứa gả cho Chan Ponhéa Sô (Thommo Reachea II) nhưng sau lại bị gả cho chú ruột là Outey. Ngoại tình với (Thommo Reachea II) và cả hai bị Outey giết.

- Với quý tộc người Lào tên Bossa (Anak Munang Puspa).

- Hoàng tử: Ponhea Chan. Lên ngôi hiệu là Ramathipadi I. Giết vua Padumaraja I (em họ - con của Outey) và chú Outey. Giữ ngôi 1642-1658.

- Với Hoàng hậu Công nữ Ngọc Vạn (xứ Đàng Trong).

- Công chúa: Neang Nhéa Ksattrey (hoặc Nea Puspavathi Kshatriyi, Anga Nha (Ngọc Nhã?)). Bà sinh năm 1611, sau này cưới Barom Reachea VIII (con trai của chú Outey).

Tuy nhiên, theo Christopher Buyers thì cuộc hôn nhân của Chey Chettha II và hoàng hậu Ngọc Vạn như sau:
Ngọc Vạn sinh khoảng năm 1605 (mất khoảng năm 1658), được gả cho Chey Chettha II vào năm 1620 và được phong hoàng hậu, hiệu là (Brhat Mae Samdach Bhagavati Brhat) Sri Vararajini Kshatriyi. Nhũ danh của Ngọc Vạn là Anak Anga Cuv [Cheou] hoặc Nguyễn Phúc Thị Ngọc Vạn. Họ có với nhau các con là:
- Công chúa (Brhat Pada Amachas) Nea Puspavathi Kshatriyi [Anga Nha]. Được hứa gả cho anh trai cùng cha khác mẹ là Chan Ponhéa Sô nhưng lại bị gả (làm vợ hai) cho chú ruột là Outey vào năm 1626. Ngoại tình với Chan Ponhéa Sô (Thommo Reachea II) và cả hai bị Outey giết vào năm 1631.
- Công chúa (Brhat Anga) Devi Panya. Được gả cho Padumaraja I (Ang Non - con trai của Outey, tức em họ của Devi Panya). Bị Ramathipadi I sát hại năm 1642 cùng với chồng, cha chồng. Bà và Padumaraja I có một người con trai là Padumaraja II (hoặc tên khác là Chey Chettha III).